# Населённые пункты Казахстана, утратившие статус города
На территории современного Казахстана существовало множество древних городов, однако большинство из них, за исключением Туркестана, Чимкента и Сайрама, не сохранили городской традиции до настоящего времени. На месте большинства из них теперь лишь городища, иногда расположенные под жилой застройкой современных населённых пунктов (Тараз, Мерке), возникших через столетия после их запустения.
Во время российской колонизации региона возникли города, игравшие роль административных центров, большая часть которых сохраняет городской статус и сейчас (иногда, чисто номинально — Казалинск, Каркаралинск, Темир). Ряд населённых пунктов к настоящему времени утратил городской статус:
- Джамбейта — город с начала 1920-х до 1926 года[2].
- Джангала — город с начала 1920-х до 1926 года[2].
- Джаныбек — город до 1928 года.
- Иргиз — город с 1868 по 1925 год.
- Иртышск — город с 1973 по 1993 год.
- Калмыков — город с 1887 по 1899 год.
- Капал — город с 1854 по 1927 год.
- Кокпекты — город с 1854 по 1926 год.
- Лбищенск — город с 1899 до 1920-х годов, а также в 1970-е — 1980-е[3][4] под названием Чапаев.
- Лепсинск — город с 1880 до начала 1920-х годов и с 1926 по 1927 год.
- Сергиополь — город с 1831 по 1860 год. В 1939 году статус города получил пристанционный посёлок Аягуз, основанный в 1931 году.
- Талов — город с начала 1920-х до 1926 года[2].
- Тургай — город с 1868 по 1928 год.
- Уил — город с 1925 по 1927 год.
- Урда — город с 1918 по 1928 год. В 1927 временно назывался Наримановск.
- Урджар — город в 1920-е годы[5].

Некоторые города временно теряли свой статус:
- Аральск — город до 1926 года[источник не указан 2443 дня]. Вновь город с 1938 года.
- Атбасар — город с 1879 по 1927 год. Позже[когда?] вновь получил статус города.
- Каражал — терял статус города в 1990-х годах.